# Interpolacja trygonometryczna
Interpolacja trygonometryczna – metoda przybliżania funkcji za pomocą wielomianu trygonometrycznego (szeregu Fouriera). Taka interpolacja daje szczególnie dobre rezultaty przy przybliżaniu funkcji okresowych, gdyż metody używające klasycznych wielomianów, pozbawionych okresowości, powodują duże błędy interpolacji.
Przypadkiem szczególnym jest sytuacja, gdy punkty węzłowe są równoodległe. W takim przypadku najlepszym rozwiązaniem jest dyskretna transformata Fouriera.

## Metoda ogólna
Opracowano na podstawie materiału źródłowego.
Założeniem każdej interpolacji jest spełnienie warunków: {\displaystyle f(x_{k})=y_{k}\,\quad k=0,1,\dots ,(n-1)} gdzie:
{\displaystyle x_{k}=k\cdot {\frac {2\pi }{n}}\quad k=0,1,\dots ,(n-1).}
Wtedy:
- Dla nieparzystej ilości {\displaystyle n} punktów węzłowych:

{\displaystyle m={\frac {n-1}{2}},}
{\displaystyle \Theta (x)={\frac {A_{0}}{2}}+\sum _{k=1}^{m}[A_{k}\cdot \cos(k\cdot x)+B_{k}\cdot \sin(k\cdot x)].}
- Dla parzystej ilości {\displaystyle n} punktów węzłowych:

{\displaystyle m={\frac {n}{2}},}
{\displaystyle \Theta (x)={\frac {A_{0}}{2}}+\sum _{k=1}^{m-1}[A_{k}\cdot \cos(k\cdot x)+B_{k}\cdot \sin(k\cdot x)]+{\frac {A_{m}}{2}}\cdot \cos(m\cdot x).}
- Dla obu powyższych przypadków:

{\displaystyle A_{j}={\frac {2}{n}}\sum _{k=0}^{n-1}[f(x_{k})\cdot \cos(j\cdot x_{k})],}
{\displaystyle B_{j}={\frac {2}{n}}\sum _{k=0}^{n-1}[f(x_{k})\cdot \sin(j\cdot x_{k})].}

### Przykład

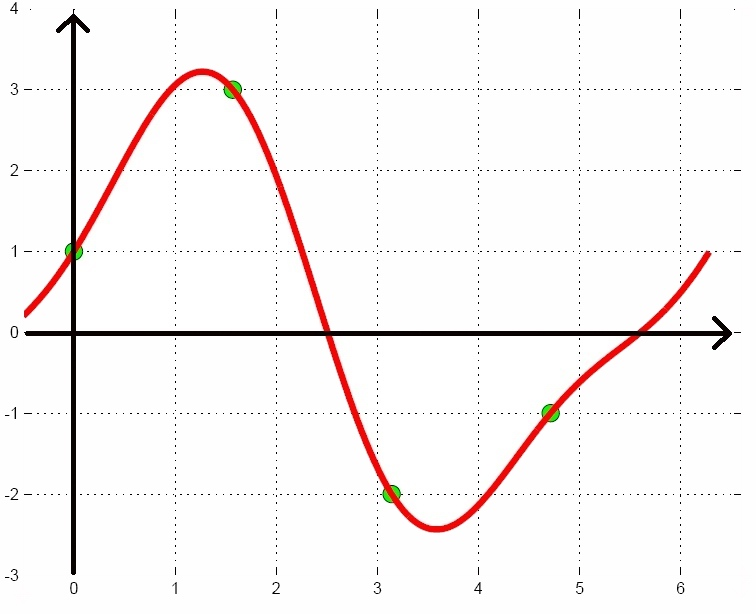
Punkty węzłowe z przykładu i funkcja interpolująca przez nie przechodząca

Dokonać interpolacji punktów za pomocą wielomianu trygonometrycznego:
{\displaystyle {\begin{array}{|c||cccc|}k&0&1&2&3\\f_{k}&1&3&-2&-1\end{array}}.}

#### Rozwiązanie
Ilość punktów interpolowanych: {\displaystyle n=4} (parzyste)
Stopień: {\displaystyle m={\frac {n}{2}}=2}
{\displaystyle x_{k}=k\cdot {\frac {2\pi }{4}}\Rightarrow x_{k}=\left\{0,\ {\frac {\pi }{2}},\ \pi ,\ {\frac {3}{2}}\pi \right\}}
{\displaystyle A_{0}={\frac {2}{n}}\sum \limits _{k=0}^{n-1}f_{k}\cdot \cos(0\cdot x_{k})={\frac {2}{4}}\sum \limits _{k=0}^{3}f_{k}\cdot \cos(0\cdot x_{k})={\frac {1}{2}}(1\cdot 1+3\cdot 1-2\cdot 1-1\cdot 1)={\frac {1}{2}}}
{\displaystyle A_{1}={\frac {2}{4}}\sum \limits _{k=0}^{3}f_{k}\cdot \cos(1\cdot x_{k})={\frac {1}{2}}\left[1\cdot \cos(0)+3\cdot \cos \left({\frac {\pi }{2}}\right)-2\cdot \cos(\pi )-1\cdot \cos \left({\frac {3}{2}}\pi \right)\right]={\frac {3}{2}}}
{\displaystyle A_{2}={\frac {2}{4}}\sum \limits _{k=0}^{3}f_{k}\cdot \cos(2\cdot x_{k})={\frac {1}{2}}[1\cdot \cos(0)+3\cdot \cos(\pi )-2\cdot \cos(2\pi )-1\cdot \cos(3\pi )]=-{\frac {3}{2}}}
{\displaystyle B_{0}={\frac {2}{n}}\sum \limits _{k=0}^{n-1}f_{k}\cdot \sin(0\cdot x_{k})=0}
{\displaystyle B_{1}={\frac {2}{4}}\sum \limits _{k=0}^{n-1}f_{k}\cdot \sin(1\cdot x_{k})={\frac {1}{2}}[1\cdot 0+3\cdot 1-2\cdot 0-1\cdot (-1)]=2}
{\displaystyle B_{2}={\frac {2}{n}}\sum \limits _{k=0}^{n-1}f_{k}\cdot \sin(2\cdot x_{k})=0}

#### Odpowiedź
{\displaystyle \Theta (x)={\frac {1}{4}}+A_{1}\cdot \cos(x)+B_{1}\cdot \sin(x)+{\frac {A_{2}}{2}}\cdot \cos(2x)={\frac {1}{4}}+{\frac {3}{2}}\cos(x)+2\sin(x)-{\frac {3}{4}}\cos(2x)}

## Wielomian zespolony
Problem staje się bardziej naturalny jeśli sformujemy go w dziedzinie zespolonej. Możemy wtedy zapisać zależność na wielomian trygonometryczny w postaci:
{\displaystyle p(x)=\sum _{m=-n}^{n}c_{m}e^{imx},}
gdzie i jest wielkością urojoną. Jeśli założymy, że {\displaystyle z=e^{ix},} wtedy
{\displaystyle p(z)=\sum _{m=-n}^{n}c_{m}z^{m}.}
Redukuje to problem interpolacji trygonometrycznej do interpolacji wielomianowej na okręgu jednostkowym. Dowód i jednoznaczność interpolacji trygonometrycznej staje się więc wtedy równoważnym odpowiednim założeniom dla interpolacji wielomianowej.